# Харашибирь
Харашиби́рь (от бур. хара шэбэр — чёрная ча́ща) — село в Мухоршибирском районе Бурятии. Образует сельское поселение «Харашибирское».

## География
Расположено в 14 км к востоку от районного центра — села Мухоршибирь, по северной стороне федеральной магистрали Р258 «Байкал», в верхнем течении реки Сухары при впадении в неё речки Харашибирки. Село Харашибирь окружено невысокими горами, по склонам которых растет лес темнохвойных пород с примесью лиственниц. Отсюда и происходит название села Хара (от бур. яз. — чёрная), шэбэр (от бур. яз. чаща).

## История
Считается, что село Харашибирь основано в 1720-х гг. Основные заселения района русскими началось в 60-х гг. 18 века с приходом сюда «семейских», сосланных Екатериной-2 в Забайкалье староверов — раскольников, или как их тогда ещё называли поляков. В большинстве сел семейские были подселены к местным старожилам.
В 1772 году П. С. Паллас (апрель-июнь) упоминает о проживании старообрядцев или «поляков» в новой слободе Мухоршибирь, в дер. Харашибирь и деревнях Кокуйская, Шаралдаевская, Заганская, Бурдюковская (ныне Хонхолой) и Никольское село.
В Харашибири было лишь 17 старообрядцев (8 мужчин и 9 женщин) в 3 домах. В 1882 г. проживало: духовных — 2 дома с 10 жит.; военных — 27 домов с 123 жит; ясачных — 9 домов с 57 жит.; крестьян — 232 дома с 1293 жит.; поселенцев-7 домов с 55 жит.; старообрядцев- 3 дома с 19 жит.; итого — 280 домов с 1557 жителями. В 1923 г. было 453 двора и 2632 жителя.
Отсутствие церкви в большом православном селе доставляло многие неудобства, и первая деревянная церковь построена была в 1864 г. и освящена 8 мая 1865 г. После закрытия в 1930-х гг. использовали под клуб.
Церковно-приходская школа открыта в Харашибири 23 января 1890 года.
— 1921 год — начальная школа.
— 1936 год — восьмилетняя школа.
— 1965 год — средняя школа.
Здание школы построено в 1969 году, по типовому проекту.

## Население
| 2002 | 2010 | 2012 | 2013 | 2014 | 2015 | 2016 |
| ---- | ---- | ---- | ---- | ---- | ---- | ---- |
| 1036 | ↘898 | ↗905 | ↗907 | ↘898 | ↘881 | ↘864 |
| 2017 | 2018 | 2019 | 2020 | 2021 | 2023 | 2024 |
| ↘852 | ↘839 | ↘825 | ↗836 | ↗849 | ↘825 | ↘824 |

## Инфраструктура
— Функционирует средняя общеобразовательная школа на 220 мест (обучается 115 учащийся),
— фельдшерско-акушерский пункт,
— детский сад,
— библиотека,
— Дом культуры.
— пилорама,
— фермерские хозяйства.